# Desa Padamara (administrativ by i Indonesien, Nusa Tenggara Barat)
Desa Padamara är en administrativ by i Indonesien.   Den ligger i provinsen Nusa Tenggara Barat, i den sydvästra delen av landet, 1 100 km öster om huvudstaden Jakarta. Desa Padamara ligger på ön Lombok Island.